# Urwa ibn Al-Zubayr
Urwa ibn Zubayr ('Urwah ibn al-Zubayr ibn al-' Awwam (en arabe :  / ʿUrwa ibn az-Zubair ibn al-ʿAuwām) est un faqîh et historien, né à Médine en 644 et mort à Rabadha en 712 ou 713. Il faisait partie des sept fuqaha (juristes) qui ont formulé le fiqh de Médine à l'époque des Tabi'in et c'est l'un des historiens musulmans auteur de l'historiographie traditionnelle développée à partir des hadiths à l'époque des premiers califes.

## Biographie
Il est né dans les premières années du califat d'Uthman à Médine et était le fils de Zubayr ibn al-Awwam et d'Asmā 'bint Abu Bakr, fille du premier calife Abū Bakr, la sœur d'Aisha bint Abi Bakr, l'épouse du prophète Mahomet.
Il était également le frère d'Abd Allah ibn al-Zubayr, connu dans l'histoire islamique comme le «contre-calife» ʿAbdallāh ibn az-Zubair ibn al-ʿAwwām, et le neveu d'Aisha bint Abu Bakr. Son fils était Hisham ibn Urwa. 
Son père a combattu dans la première guerre civile, lors de la bataille du chameau (waqʿat al-jamal / وقعة الجمل / waqʿatu ʾl-ǧamal) près de Bassora aux côtés de sa tante Aisha contre ʿAlī ibn Abī Tālib. Selon la tradition islamique, il ne pouvait pas participer lui-même à la bataille car il était alors mineur.
Il a vécu la guerre civile qui s'est produite à la suite du martyre d'Othmân (Osman) puis il se consacra à l'étude du fiqh et des hadiths. La tradition veut qu'il possédait la plus grande connaissance des hadiths depuis Aishah, la troisième et plus jeune femme du Prophète.
Après la mort de son père, il est retourné à Médine avec Aisha. ʿUrwa est mort vers 712 sur son domaine près de Rabadha,  à la périphérie de Medina, à environ 3 km à l'ouest de Masjid an-Nabawi, à 200 km à l'est de Médine ; domaine dans lequel il aurait construit un complexe résidentiel sur des terres agricoles.

## Travaux
Après son retour à Médine, 'Urwa se consacra à recueillir des nouvelles historiques de l'époque de Mahomet. Sa source la plus importante aurait été sa tante Aischa qui a pu lui transmettre des hadiths de première importance comme les déclarations du prophète, mais également des rapports sur ses campagnes. Ainsi, on retrouve ses écrits sur l'histoire traditionnelle à la fois dans les collections d'al-Bukhari, mais aussi de Muslim ibn al-Hajjāj, d'Ahmad ibn Hanbal ainsi que dans les compilations historiques d'Ibn Ishāq et d'At-Tabarī.
Au début de la recherche contemporaine, les écrits d'Urwa sont considérés comme les premiers comptes rendus systématiques de l'histoire de l'islam. Ses rapports sur la première période sont surtout considérés comme authentiques, et la plupart sont conservés dans ceux de son fils Hisham ainsi que dans les compilations ultérieures du début du IXe siècle.
Ses récits les plus importants à propos de la vie du Prophète (Sîra) sont conservés dans les lettres qu'il a adressées au calife Abd al-Malik ibn Marwan et qui sont aussi conservées dans l'histoire annalistique d'At-Tabarī. L'orientaliste autrichien Aloys Sprenger a traduit ces lettres en allemand dès 1861 ; la dernière étude est celle de Görke / Schoeler de 2008. Avec les nouvelles qu'il a recueillies, ʿUrwa a jeté les bases de la littérature maghazi, les travaux dans ce domaine seront poursuivi par son élève Al-Zuhri, dont le point culminant peut être vu dans les écrits d'al-Wāqidī et de Muhammad ibn Saʿd. De nombreux fragments de sa tradition suggèrent qu'il s'est aussi beaucoup occupé de l'exégèse coranique. Ses explications du texte sacré se trouvent dans l'une des plus anciennes œuvres exégétiques coraniques qui ait survécu, le Tafsīr de ʿAbdallāh ibn Wahb, compris dans l'exégèse d'At-Tabarī, et dans celle d'Ibn Kathir.
À l'école des sciences religieuse de Médine, les matériaux collectés ont d'abord été récités par cœur. Néanmoins, certaines sources indiquent qu' ʿUrwa a récité ses hadiths avec un contenu basé sur des documents écrits ; il aurait déjà possédé des « livres juridiques » (kutub fiqh).
Il est également connu pour être l'auteur de l'un des premiers écrits biographique de Muhammad, connu sous le nom de Tract de Seerah. Cet ouvrage ne nous est pas parvenu mais nous connaissons son existence par Ibn Ishaq.
Alfred Guillaume a écrit que « [Parmi les précurseurs du Sira d'Ibn Ishaq], un homme d'une bien plus grande importance était 'Urwa b. al-Zubayr b. al- ‘Awwam (23-94). Lui et son frère ‘Abdullah étaient en contact étroit avec la veuve du prophète, [leur tante], A’isha. C’était une autorité reconnue en ce qui concerne l’histoire des débuts de l’islam et le calife omeyyade 'Abdu’l-Malik s’est adressé à lui quand il avait besoin d’informations à ce propos”. Cependant “il n'est pas certain qu'il ait écrit un livre, mais les nombreuses traditions transmises en son nom par Ibn Ishaq et d'autres écrivains justifient l'affirmation selon laquelle il était le fondateur de l'histoire islamique ».